# Albert Austin
 Albert Austin   (n. 13 decembrie 1881, Birmingham, Regatul Unit al Marii Britanii și Irlandei – d. 17 august 1953, North Hollywood, California, SUA) a fost un actor englez, vedetă de film, regizor și scenarist. Este cel mai notabil pentru munca sa la filmele lui Charlie Chaplin. 

## Filmografie
| An   | Titlu              | Rol                                                                                       | Note                                   |
| ---- | ------------------ | ----------------------------------------------------------------------------------------- | -------------------------------------- |
| 1916 | The Floorwalker    | Vânzător într-un magazin                                                                  | Scurtmetraj                            |
| 1916 | The Fireman        | Pompier                                                                                   | Scurtmetraj                            |
| 1916 | The Vagabond       | Trombonist                                                                                | Scurtmetraj                            |
| 1916 | One A.M.           | Taximetrist                                                                               | Scurtmetraj                            |
| 1916 | The Count          | Vizitator înalt                                                                           | Scurtmetraj, Nemenționat               |
| 1916 | The Pawnshop       | Client cu ceas                                                                            | Scurtmetraj                            |
| 1916 | Behind the Screen  | Scena schimbătorului                                                                      | Scurtmetraj, Nemenționat               |
| 1916 | The Rink           | Bucătarul / patinatorul                                                                   | Scurtmetraj                            |
| 1917 | Easy Street        | Preot / Polițist                                                                          | Scurtmetraj, Nemenționat               |
| 1917 | The Cure           | Asistent sanatoriu                                                                        | Scurtmetraj                            |
| 1917 | The Immigrant      | Om la cină / Emigrant                                                                     | Scurtmetraj                            |
| 1917 | The Adventurer     | Majordom                                                                                  | Scurtmetraj                            |
| 1918 | A Dog's Life       | Hoț / Agent angajări                                                                      | Scurtmetraj, Nemenționat               |
| 1918 | Triple Trouble     | Un om                                                                                     | Scurtmetraj, Nemenționat               |
| 1918 | The Bond           | Prieten                                                                                   | Scurtmetraj, Nemenționat               |
| 1918 | Shoulder Arms      | Soldat american / Soldat german proaspăt ras / Soldat german cu barbă/ Șoferul Kaiserului |                                        |
| 1919 | The Professor      | Om din hotel ieftin                                                                       | Scurtmetraj, Nemenționat               |
| 1920 | Suds               | Horace Greensmith                                                                         |                                        |
| 1921 | The Kid            | Om în adăpost / Hoț de mașini                                                             |                                        |
| 1922 | Pay Day            | Lucrător                                                                                  | Scurtmetraj                            |
| 1923 | A Prince of a King | -                                                                                         | Nemenționat                            |
| 1925 | The Gold Rush      | Prospector                                                                                | Nemenționat                            |
| 1928 | The Circus         | Clovn                                                                                     | Nemenționat                            |
| 1931 | City Lights        | Măturător de stradă / Spărgător                                                           | Nemenționat, (ultimul său rol de film) |